# Holland America Line
Holland America Line  — американська круїзна компанія зі штаб-квартирою в Сіетлі, що надає послуги з організації та обслуговування морських круїзів. Входить до структури «Carnival Corporation & plc».

## Історія
Компанія заснована 1873 року в Роттердамі як «Nederlandsche-Amerikaansche Stoomvaart Maatschappij».
Першим судном компанії було «SS Rotterdam», яке 15 жовтня 1872 року здійснило свій 15-денний перший рейс з Нідерландів до Нью-Йорка. Згодом розпочато перевезення до інших портів нового світу, такі як Гобокен, Балтимор, а також порти Південної Америки. Вантажні перевезення до Нью-Йорка розпочато в 1809 році.
Впродовж перших 25 років компанія перевезла 400 000 пасажирів з Європи до Америки. На початку ХХ століття кількість портів сполучення було істотно розширено. У 1895 році компанія запустила перший круїз. Другий круїзний маршрут з Нью-Йорка до Палестини був запущений у 1910 році.
До початку Другої світової війни флот «Holland America Line» складався з 25 суден, дев'ять з яких були втрачені в ході військових дій. Після війни круїзна компанія зіграла важливу роль в транспортуванні хвилі іммігрантів з Нідерландів до Канади.
До кінця 1960-х років попит на трансатлантичні пасажирські перевезення впала з появою трансатлантичного повітряного сполучення. «Holland America Line» припинила обслуговування трансатлантичних маршрутів на початку 1970-х років.
У 1973 році компанія продала свій підрозділ вантажних перевезень.
У 1989 році компанію придбала американська «Carnival Corporation & plc», після чого штаб-квартиру переміщено до Сіетла.
У 2003 році «Holland America» оголосила про програму модернізації власного флоту.
Влітку 2011 року судно «MS Rotterdam» здійснив два трансатлантичні переходи.
З вересня 2012 року «MS Rotterdam» протягом всього року здійснює плавання з Європи до Карибського басейну та Азії.

## Флот

### Statendam class (S class)
| Судно      | На службі | Водотоннажність | Макс. швидкість | Місткість пасажирів | Палуби | Країна прапора | Примітки | Зображення |
| ---------- | --------- | --------------- | --------------- | ------------------- | ------ | -------------- | -------- | ---------- |
| MS Maasdam | з 1993    | 55,575          | 22 вз           | 1,258               | 9      | Нідерланди     |          |            |
| MS Veendam | з 1996    | 57,092          | 22 вз           | 1,350               | 9      | Нідерланди     |          |            |

### Rotterdam class (R class)
| Судно        | На службі | Водотоннажність | Макс. швидкість | Місткість пасажирів | Палуби | Країна прапора | Примітки | Зображення |
| ------------ | --------- | --------------- | --------------- | ------------------- | ------ | -------------- | -------- | ---------- |
| MS Rotterdam | з 1997    | 61,849          | 25 вз           | 1,404               | 9      | Нідерланди     |          |            |
| MS Volendam  | з 1999    | 61,214          | 23 вз           | 1,432               | 9      | Нідерланди     |          |            |
| MS Zaandam   | з 2000    | 61,396          | 23 вз           | 1,432               | 9      | Нідерланди     |          |            |
| MS Amsterdam | з 2000    | 62,735          | 25 вз           | 1,380               | 9      | Нідерланди     |          |            |

### Vista class (V class)
| Судно        | На службі | Водотоннажність | Макс. швидкість | Місткість пасажирів | Палуби | Країна прапора | Примітки | Зображення |
| ------------ | --------- | --------------- | --------------- | ------------------- | ------ | -------------- | -------- | ---------- |
| MS Zuiderdam | з 2002    | 82,305          | 24 вз           | 1,916               | 10     | Нідерланди     |          |            |
| MS Oosterdam | з 2003    | 82,305          | 24 вз           | 1,916               | 10     | Нідерланди     |          |            |
| MS Westerdam | з 2004    | 82,305          | 24 вз           | 1,916               | 10     | Нідерланди     |          |            |
| MS Noordam   | з 2006    | 82,318          | 24 вз           | 1,924               | 10     | Нідерланди     |          |            |

### Signature class
| Судно              | На службі | Водотоннажність | Макс. швидкість | Місткість пасажирів | Палуби | Країна прапора | Примітки | Зображення |
| ------------------ | --------- | --------------- | --------------- | ------------------- | ------ | -------------- | -------- | ---------- |
| MS Eurodam         | з 2008    | 86,273          | 23.9 вз         | 2,104               | 11     | Нідерланди     |          |            |
| MS Nieuw Amsterdam | з 2010    | 86,700          | 23.9 вз         | 2,106               | 11     | Нідерланди     |          |            |

### Pinnacle class
| Судно              | На службі | Водотоннажність | Макс. швидкість | Місткість пасажирів | Палуби | Країна прапора | Примітки | Зображення |
| ------------------ | --------- | --------------- | --------------- | ------------------- | ------ | -------------- | -------- | ---------- |
| MS Koningsdam      | з 2016    | 99,863          | 22,2 вз         | 2,650               | 12     | Нідерланди     |          |            |
| MS Nieuw Statendam | з 2018    | 99,863          | 22,2 вз         | 2,650               | 12     | Нідерланди     |          |            |

### The "Elegant Explorer"
| Судно         | На службі            | Водотоннажність | Макс. швидкість | Місткість пасажирів | Палуби | Країна прапора | Примітки                                             | Зображення |
| ------------- | -------------------- | --------------- | --------------- | ------------------- | ------ | -------------- | ---------------------------------------------------- | ---------- |
| MS Prinsendam | з 2002 (побуд. 1988) | 38,848          | 22 вз           | 835                 | 8      | Нідерланди     | Очікує переведення до Phoenix Reisen як Amera у 2019 |            |